# باكو كامبوس
فرانسيسكو «باكو» كامبوس سالامانكا (بالإسبانية: Francisco "Paco" Campos Salamanca)‏ (ولد في 8 مارس 1916 – توفي في 8 سبتمبر 1995) هو لاعب كرة قدم إسباني سابق كان يلعب في كمهاجم.
بتسجيله 127 هدف منها 120 هدف مع أتلتيكو مدريد يُعد أكثر لاعب تسجيلاً للأهداف من جزر الكناري في الدوري الإسباني.

## مسيرته الكروية
ولد باكو كامبوس في لاس بالماس في جزر الكناري، بدأ حياته المهنية في عام 1934 مع نادي مارينو. أحد الأندية التي دُمجت لاحقاً مع نادي لاس بالماس.
بعد الحرب الأهلية الإسبانية، انتقل إلى أتلتيكو أفياسيون (أتلتيكو مدريد الآن). وشارك معهم لأول مرة في 7 يناير 1940 في ديربي مدريد ضد ريال مدريد. سجل أول هدفين له في 4 فبراير من مباراة الفوز 4–1 على سلتا فيغو، وفي 8 مارس سجل هاتريك ضد ريال سرقسطة في مباراة فوز أتلتيكو 5–1. أنهى موسمه الأول بتسجيله 8 أهداف من 17 مباراة، وفاز أتلتيكو بالدوري.
احتفظ أتلتيكو بالدوري في الموسم التالي، وسجل كامبوس 16 في 24 مباراة. كان موسمه الأكثر تهديف هو موسم 1941–42، بتسجيله 20 هدفا في 25 مباراة.
سجل 12 هدفا في ديربي مدريد، كأكثر لاعب سجل في الديربي من أتلتيكو (9 في الدوري، و3 في الكأس).
بعد تسعة مواسم في أتلتيكو، انضم إلى سبورتينغ خيخون الذي كان قد هبط للتو إلى دوري الدرجة الثانية الإسباني. كان مدرب ولاعب في نفس الوقت في النصف الثاني من موسم 1949–50، وكان الموسم التالي جزءًا من الفريق الذي صعد للدرجة الأولى. سجل 7 أهداف في 11 مباراة بعد عودته إلى الدوري الإسباني في موسم 1951–52 ثم إعتزل.

## مسيرته الدولية
شارك كامبوس لأول مرة مع المنتخب الإسباني في 12 يناير 1941 في مباراة ودية أنتهت بالتعادل الإيجابي 2–2 ضد البرتغال في لشبونة. وبعد هذه المباراة سجل 5 أهداف في مبارياته الدولية الأربعة التالية، من ضمنها هدفين في مباراة الفوز 4–0 على فرنسا على ملعب نيرفيون في إشبيلية في 15 مارس 1942. أنهى مسيرته الدولية بتسجيله 5 أهداف في 6 مباريات لعبها.

### الأهداف الدولية
قائمة الأهداف الدولية مع منتخب إسبانيا الأول.
| # | التاريخ        | المكان                          | الخصم    | الهدف | النتيجة | المسابقة |
| - | -------------- | ------------------------------- | -------- | ----- | ------- | -------- |
| 1 | 16 مارس 1941   | ملعب سان ماميس، بلباو، إسبانيا  | البرتغال | 3–0   | 5–1     | ودية     |
| 2 | 28 ديسمبر 1941 | ملعب ميستايا، فالنسيا، إسبانيا  | سويسرا   | 1–0   | 3–2     | ودية     |
| 3 | 15 مارس 1942   | ملعب نيرفيون، إشبيلية، إسبانيا  | فرنسا    | 1–0   | 4–0     | ودية     |
| 4 | 15 مارس 1942   | ملعب نيرفيون، إشبيلية، إسبانيا  | فرنسا    | 3–0   | 4–0     | ودية     |
| 5 | 12 أبريل 1942  | الملعب الأولمبي، برلين، ألمانيا | ألمانيا  | 1–1   | 1–1     | ودية     |

## مسيرته التدريبية
في بلده جزر الكناري، قاد كامبوس لاس بالماس في دوري الدرجة الثانية الإسباني لموسم 1961–62 وتينيريفي في نفس الدرجة لموسم 1963–64.

## الإنجازات
أتلتيكو مدريد
- الدوري الإسباني (2): 1939–40،[6] 1940–41[7]
- كأس إيفا دوارتي (1): 1940[8]

## روابط خارجية
- باكو كامبوس على موقع قاعدة بيانات كرة القدم.إي يو (الإنجليزية)
- باكو كامبوس على موقع ناشيونال فوتبول تيمز (الإنجليزية)